# Трофименко, Владимир Иванович (футболист)
Влади́мир Ива́нович Трофиме́нко (19 февраля 1932, Острогожск, Центрально-Чернозёмная область — 9 августа 1999, Углич, Ярославская область) — советский футболист, выступавший на позиции защитника. Сыграл 10 матчей в высшей лиге СССР. Мастер спорта СССР (1959).

## Биография
Воспитанник острогожского футбола. С 1953 года выступал на взрослом уровне за воронежские «Крылья Советов» (позднее команда была переименована в «Труд», ныне — «Факел»). В 1959 году стал бронзовым призёром чемпионата РСФСР среди команд класса «Б» и получил звание мастера спорта, а в 1960 году стал победителем класса «Б» и чемпионом РСФСР. В 1961 году вместе с командой выступал в классе «А», дебютный матч на высшем уровне сыграл 8 апреля 1961 года против бакинского «Нефтяника». Всего в высшей лиге сыграл 10 матчей.
В 1963 году выступал за другой воронежский клуб — «Энергия», после чего завершил карьеру.